# Buck Ram
Buck Ram, pseudonimo di Samuel Ram (Chicago, 21 novembre 1907 – Las Vegas, 1º gennaio 1991), è stato un compositore, paroliere e produttore discografico statunitense. Era conosciuto anche con gli pseudonimi Ande Rand, Lynn Paul e Jean Miles.
È noto soprattutto per la sua lunga collaborazione con il gruppo vocale The Platters. Ha composto, prodotto e arrangiato anche per The Penguins, The Coasters, The Drifters, Ike & Tina Turner, Ike Cole, Duke Ellington, Glenn Miller, Ella Fitzgerald e molti altri.

## I maggiori successi con The Platters

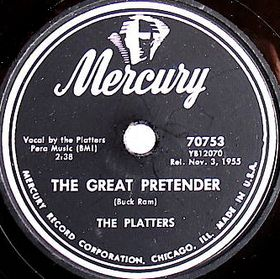
Una copia del singolo dei Platters The Great Pretender

Quando Tony Williams, il fratello della cantante Linda Hayes, fece un'audizione per lui, Ram era un talent manager con la sua società, la Personality Productions e un A&R.  Ram stava cercando un gruppo che cantasse le canzoni da lui scritte e trovò in Williams la voce che cercava. Trasformò i Platters e cambiò il loro stile rhythm and blues, costruendo intorno alla voce di Williams un sound simile a quello dei Mills Brothers. A tale scopo si servì di orchestratori di talento come Red Callender, Hal Mooney, Sammy Lowe e David Carroll.
Ram ha prodotto tutte le registrazioni dei Platters, dalla loro firma con la Mercury Records fino alla sua morte, e ha scritto i loro maggiori successi, tra cui Only You (And You Alone), The Great Pretender. (You've Got) The Magic Touch, Twilight Time ed Enchanted.

### Versioni di Ringo Starr e Freddie Mercury
Dopo Ringo Starr che nel 1974 aveva registrato una versione di Only You con lusinghieri risultati di vendite, raggiungendo la posizione #6 nella Billboard Hot 100, nel 1987 Freddie Mercury registrò The Great Pretender raggiungendo la posizione #4 in UK nel marzo 1987  e la posizione #29 nel febbraio 1993. 

### Premi e riconoscimenti
Nel 1956 ha vinto il Grammy Hall of Fame Award per la Canzone dell'anno -  (gruppo) The Great Pretender) e ottenuto due candidature quale "Produttore dell'anno".
Samuel "Buck" Ram è morto a Las Vegas il 1° gennaio 1991, all'età di 83 anni.